# Родија - С. Саба (Месина)
Родија - С. Саба је насеље у Италији у округу Месина, региону Сицилија.
Према процени из 2011. у насељу је живело 815 становника. Насеље се налази на надморској висини од 12 м.